# Necydalis meridionalis
Necydalis meridionalis là một loài bọ cánh cứng trong họ Cerambycidae.